# 大野村 (和歌山県)
大野村（おおのむら）は、和歌山県海草郡にあった村。現在の海南市中心部の東方、阪和自動車道・海南東インターチェンジの周辺にあたる。

## 地理
- 山岳：熊尾寺山
- 河川：日方川

## 歴史
- 1889年（明治22年）4月1日 - 町村制の施行により、名草郡大野中村・井田村・山田村・幡川村の区域をもって発足。
- 1896年（明治29年）4月1日 - 郡の統合により所属郡が海草郡に変更[1]。
- 1934年（昭和9年）5月1日 - 黒江町・内海町・日方町と合併して海南市が発足。同日大野村廃止。

## 交通

### 鉄道路線
- 野上電気鉄道
  - 野上線
    - 春日前駅 - 幡川駅

### 道路
現在は旧村域に阪和自動車道の海南東インターチェンジが所在するが、当時は未開通。